# Russellville, Illinois
Russellville là một làng thuộc quận Lawrence, tiểu bang Illinois, Hoa Kỳ. Năm 2010, dân số của làng này là 94 người.

## Dân số
Dân số qua các năm:
- Năm 2000: 119 người.
- Năm 2010: 94 người.